# Solţān Morādī
Solţān Morādī (persiska: سلطان مرادی) är en ort i Iran.   Den ligger i provinsen Gilan, i den norra delen av landet, 200 km nordväst om huvudstaden Teheran. Antalet invånare är 278.
Terrängen runt Solţān Morādī är huvudsakligen platt, men åt sydväst är den kuperad. Runt Solţān Morādī är det ganska tätbefolkat, med 134 invånare per kvadratkilometer. Närmaste större samhälle är Langarud, 6,8 km väster om Solţān Morādī. Trakten runt Solţān Morādī består till största delen av jordbruksmark.